# Tambari
Tambari ist ein Kinderbuch von Benno Pludra. Es wurde erstmals 1969 im Kinderbuchverlag Berlin verlegt, im selben Jahr vom Rundfunk der DDR als vierteiliges Hörspiel in der Regie von Peter Groeger gesendet und 1977 ebenfalls als Tambari verfilmt.

## Inhalt
Tambari ist der Name eines Kutters, den der Weltumsegler Luden den Fischern seines Heimatdorfs am Bodden vermacht. Die Fischer wollen den Kutter nicht haben und schenken ihn den Kindern. Für den Jungen Jan, Ludens einzigen Freund, ist das Boot ein Stück von Luden. Es birgt Erinnerungen an gemeinsame Fahrten und erinnert Jan an die fernen Meere, auf denen Luden unterwegs war.
Die Kinder machen den alten Kutter wieder seetüchtig. Die Fischer fordern ihn zurück, und ein Streit zwischen den Kindern und den Erwachsenen um den Besitz des Bootes liegt in der Luft. Jan fährt mit seinen Freunden nachts hinaus auf den Bodden. Die Kinder verwirklichen mit der Fahrt für kurze Zeit ihre Träume.

## Verfilmung
Das Buch wurde 1977 als Tambari in Schwarzweiß verfilmt. Regie führte Ulrich Weiß, das Drehbuch schrieben Ulrich Weiß und Günter Kaltofen.
Darsteller waren unter anderem Erwin Geschonneck, Kurt Böwe, Hans-Peter Reinecke, Barbara Dittus und Jürgen Gosch.

## Hörspiel
- 1969: Tambari (vierteiliges Hörspiel), LITERA 8 65 193; Der Vorsitzende, Jans Vater: Gerd Micheel – DNB bibliografischer Nachweis unter DNB 1007770449